# Turnverein Bühl Volleyball 2016-2017
Questa voce raccoglie le informazioni riguardanti il Turnverein Bühl Volleyball nelle competizioni ufficiali della stagione 2016-2017.

## Organigramma societario
Area direttiva
- Presidente: Hubert Schnurr

Area tecnica
- Allenatore: Ruben Wolochin
- Allenatore in seconda: Santiago García
- Scout man: Guido Baldo, David Molnar, Jannis Oser

Area sanitaria
- Medico: Oliver Mohr
- Fisioterapista: Joachim Bertele, Ulrike Frank, Waldemar Koch, Tobias Martin

## Rosa
| N° | Nome                | Ruolo | Data di nascita   | Nazionalità sportiva |
| -- | ------------------- | ----- | ----------------- | -------------------- |
| 1  | Sławomir Jungiewicz | S/O   | 21 giugno 1989    | Polonia              |
| 2  | Tim Stöhr           | S     | 3 agosto 1996     | Germania             |
| 3  | Bartosz Kaczmarek   | L     | 17 gennaio 1991   | Polonia              |
| 4  | Noah Baxpöhler      | C     | 13 agosto 1993    | Germania             |
| 6  | Il'ja Žilin         | S     | 10 maggio 1985    | Russia               |
| 7  | Magloire Mayaula    | C     | 6 giugno 1993     | RD del Congo         |
| 8  | Jens Sandmeier      | S     | 26 agosto 1995    | Germania             |
| 9  | Kristen Cléro       | P     | 24 settembre 1990 | Germania             |
| 10 | Juan Ignacio Finoli | P     | 5 novembre 1991   | Argentina            |
| 12 | Felix Orthmann      | S/O   | 1º giugno 1996    | Germania             |
| 15 | Akhrorjon Sobirov   | C     | 6 aprile 1990     | Uzbekistan           |